# Senecio philippii
Senecio philippii là một loài thực vật có hoa trong họ Cúc. Loài này được Sch.Bip. ex Wedd. mô tả khoa học lần đầu tiên vào năm 1856.